# Armagedion
Armagedion er debutalbummet album fra den danske reggae/dancehall dou EaggerStunn. Det udkom i 2012. Det modtog fire ud af seks stjerner i musikmagasinet GAFFA.

## Trackliste
1. "Dub A Dub"
2. "Armagedion" - featuring Blæs Bukki
3. "Penge"
4. "Dolkening"
5. "Kugledans Intro" featuring Keith
6. "Kugledans" - featuring Geolo G
7. "Gi Dem En Eagger"
8. "U.F.O."
9. "Du Ka Løbe"- featuring Pharfar
10. "Rotteræs"
11. "Man Er Don"
12. "Fast Hånd" - Featuring Shaka Loveless
13. "Morderdem Ver. 2"
14. "Finale"